# Welykyj Bukryn
Welykyj Bukryn (ukrainisch Великий Букрин; russisch Великий Букрин Weliki Bukrin) ist ein Dorf im Süden der ukrainischen Oblast Kiew mit etwa 100 Einwohnern (2001).

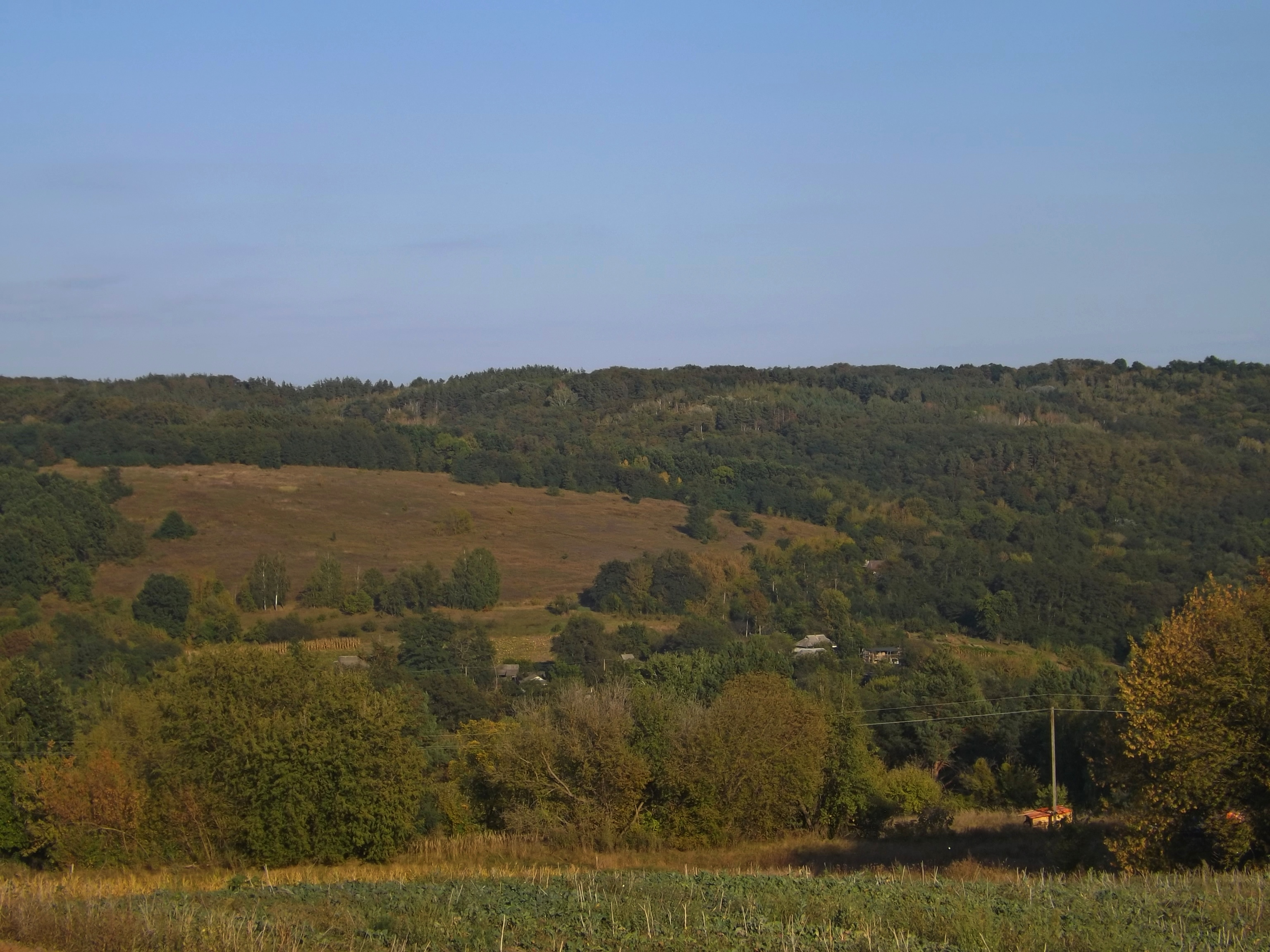
Blick auf Welykyj Bukryn

Das 1600 gegründete Dorf liegt an der Grenze zur Oblast Tscherkassy auf einer Halbinsel im zum Kaniwer Stausee angestauten Dnepr 5 km  nördlich vom ehemaligen Gemeindezentrum Malyj Bukryn, etwa 50 km nordöstlich vom ehemaligen Rajonzentrum Myroniwka und etwa 120 km südlich der ukrainischen Hauptstadt Kiew.
Bei Welykyj Bukryn errichteten die Truppen der Woronescher Front im Herbst 1943 während der Schlacht am Dnepr den umkämpften Bukriner Brückenkopf auf dem rechten Dneprufer. Im benachbarten Dorf Balyko-Schtschutschynka befindet sich zur Erinnerung an die Kämpfe die „Nationalmuseum-Gedenkstätte Bukriner Brückenkopf“ (Національний музей-меморіальний комплекс «Букринський плацдарм»).

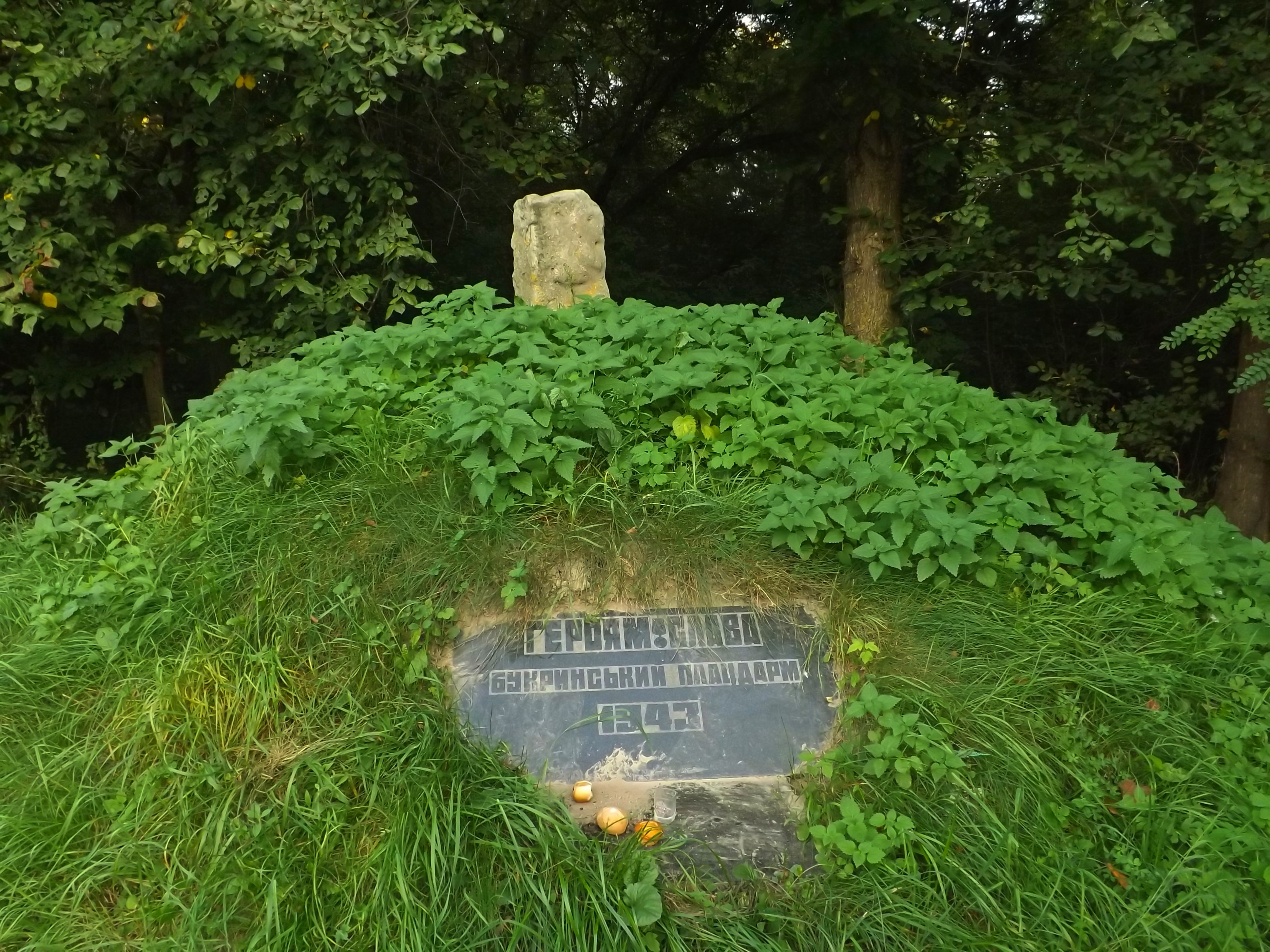
Mahnmal für die am Bukriner Brückenkopf gefallenen Soldaten

Am 12. Juni 2020 wurde das Dorf ein Teil der neugegründeten Stadtgemeinde Rschyschtschiw, bis dahin war es Teil der Landratsgemeinde Malyj Bukryn (Малобукринська сільська рада/Malobukrynska silska rada) im Norden des Rajons Myroniwka.
Am 17. Juli 2020 kam es im Zuge einer großen Rajonsreform zum Anschluss des Rajonsgebietes an den Rajon Obuchiw.